# 2011年のパシフィック・リーグクライマックスシリーズ
2011年のパシフィック・リーグクライマックスシリーズは、2011年10月から11月に開催された、日本プロ野球パシフィック・リーグのクライマックスシリーズである。

## 概要
東日本大震災の影響によりレギュラーシーズン開幕が遅れたため、開催日時が変更されている。なお、当初の予定ではファーストステージが10月14日から16日（予備日は10月17日、18日）、ファイナルステージは10月19日から開始だった。
前年に引き続きマニュライフ生命保険が冠スポンサーを務める。なお、同年のリーグ戦で実施した節電のための「3時間半打ち切りルール」は採用せず、延長戦は時間無制限12回までのみで行った。

### ファーストステージ
2011年度レギュラーシーズン第2位の北海道日本ハムファイターズと第3位の埼玉西武ライオンズが3戦2勝先取制で争い、勝者がファイナルステージに進出する。
会期：10月29日から10月31日（11月2日までに試合が消化されない場合は打ち切り）
球場：札幌ドーム

### ファイナルステージ
2011年度レギュラーシーズン第1位チームの福岡ソフトバンクホークス（1勝分のアドバンテージが与えられる）とファーストステージ勝利チームが6戦4勝先取制で争い、勝者が日本選手権シリーズへの出場権を得る。
会期：11月3日から11月8日（11月9日までに試合が消化されない場合は打ち切り）
球場：福岡Yahoo!JAPANドーム

### トーナメント表
|  | 1stステージ（準決勝） | 1stステージ（準決勝） |                               |      | ファイナルステージ（決勝） | ファイナルステージ（決勝） |
|  |                       |                       |                               |      |                            |                            |
|  |                       |                       |                               |      |                            |                            |
|  |                       |                       |                               |      |                            |                            |
|  |                       |                       |                               |      |                            |                            |
|  |                       |                       | （6戦4勝制） 福岡ヤフードーム |      |                            |                            |
|  |                       |                       |                               |      |                            |                            |
|  | ソフトバンク          | ☆○○○                  |                               |      |                            |                            |
|  | ソフトバンク          | ☆○○○                  | （3戦2勝制） 札幌ドーム       |      |                            |                            |
|  |                       |                       | 西武                          | ★●●● |                            |                            |
|  | 日本ハム              | ●●                    | 西武                          | ★●●● |                            |                            |
|  | 日本ハム              | ●●                    |                               |      |                            |                            |
|  | 西武                  | ○○                    |                               |      |                            |                            |
|  | 西武                  | ○○                    |                               |      |                            |                            |
|  |                       |                       |                               |      |                            |                            |
|  |                       |                       |                               |      |                            |                            |
|  |                       |                       |                               |      |                            |                            |
|  |                       |                       |                               |      |                            |                            |

☆・★=ファイナルステージのアドバンテージによる1勝・1敗分

## 試合結果

### ファーストステージ
西武が2連勝で日本ハムを降し、ファイナルステージに進出した。これにより、パ・リーグクライマックスシリーズのファイナルステージは2年連続でレギュラーシーズン1位のチームと同3位のチームとが対戦することとなった。
日本ハムは、本拠地開催のプレーオフ（2004年 - 2006年、以下同）およびクライマックスシリーズとしては初の、西武を相手としたプレーオフおよびクライマックスシリーズとしては3回連続の敗退となった。

#### 第1戦（10月29日）
●日本ハム 2－5 西武○ （札幌ドーム）
|          | 1 | 2 | 3 | 4 | 5 | 6 | 7 | 8 | 9 | 10 | 11 | R | H | E |
| -------- | - | - | - | - | - | - | - | - | - | -- | -- | - | - | - |
| 西武     | 0 | 0 | 0 | 0 | 0 | 0 | 1 | 0 | 1 | 0  | 3  | 5 | 9 | 1 |
| 日本ハム | 2 | 0 | 0 | 0 | 0 | 0 | 0 | 0 | 0 | 0  | 0  | 2 | 6 | 1 |

1. 西：涌井 (5回0/3) - グラマン (0回1/3) - 岡本篤 (1回2/3) - Hミンチェ (2回) - ○牧田 (2回)
2. 日：ダルビッシュ (7回) - H増井 (1回) - 武田久　(1回) - H石井 (1回) - ●榊原 (0回1/3) - 林 (0回2/3)
3. 勝利：牧田（1勝）
4. 敗戦：榊原（1敗）
5. * 開始 14時00分 観衆 42,063人 時間 3時間56分
  - 審判 球審＝小林和 塁審＝中村、木内、秋村 外審＝牧田、西本

オーダー
| 西武 | 西武 | 西武           |
| 打順 | 守備 | 選手           |
| ---- | ---- | -------------- |
| 1    | [左] | 栗山           |
| 2    | [二] | 原             |
|      | 打   | 上本           |
|      | 二   | 阿部           |
|      | 走右 | 斉藤           |
| 3    | [遊] | 中島           |
| 4    | [三] | 中村           |
| 5    | [指] | フェルナンデス |
| 6    | [一] | 浅村           |
| 7    | [右] | 大崎           |
|      | 打   | 平尾           |
|      | 二   | 鬼崎           |
| 8    | [捕] | 銀仁朗         |
|      | 打   | 坂田           |
|      | 捕   | 星孝           |
| 9    | [中] | 秋山           |

| 日本ハム | 日本ハム | 日本ハム   |
| 打順     | 守備     | 選手       |
| -------- | -------- | ---------- |
| 1        | [二]     | 田中賢     |
|          | 捕       | 鶴岡       |
| 2        | [右]     | 陽         |
| 3        | [中]     | 糸井       |
|          | 中       | 杉谷       |
|          | 打       | ホフパワー |
| 4        | [三]     | 小谷野     |
| 5        | [一]     | 稲葉       |
| 6        | [左]     | 中田       |
| 7        | [指]     | スケールズ |
| 8        | [遊]     | 金子誠     |
|          | 打       | 加藤政     |
|          | 遊       | 飯山       |
| 9        | [捕]     | 大野       |
|          | 打二     | 今浪       |

初戦の先発は日本ハムはダルビッシュ、西武は涌井。1回裏、日本ハムは一死一、二塁から小谷野の適時打、さらに一、二塁から稲葉の適時打で2点を先制。6回裏にも無死一、三塁とチャンスを作るが、涌井を交代させた西武の継投策の前に無得点となる。すると直後の7回表、西武は一死二塁からフェルナンデスが適時打を放ち1点を返す。8回表の一死一、二塁のチャンスは併殺打で逸するも、9回表には抑えの武田久を攻め二死一、二塁から浅村が同点適時打を放ち、2年連続でファーストステージ初戦は延長戦に突入。11回表、西武は制球難の榊原を攻め無死満塁とすると、フェルナンデスの2点適時打、さらに一死満塁から途中出場の星孝が犠牲フライを放ち3点を勝ち越し、その裏を10回から登板の牧田が抑え、西武がファイナルステージ進出に王手をかけた。日本ハムはダルビッシュが7回1失点に抑えるも継投策が裏目に出て、打線も2回以降は無得点に抑えられた。
なおダルビッシュはシーズン終了後にメジャーリーグ挑戦を表明。翌2012年にテキサス・レンジャーズに移籍したため、2022年現在これが日本での最後の登板となっている。

#### 第2戦（10月30日）
●日本ハム 1－8 西武○ （札幌ドーム）
|          | 1 | 2 | 3 | 4 | 5 | 6 | 7 | 8 | 9 | R | H  | E |
| -------- | - | - | - | - | - | - | - | - | - | - | -- | - |
| 西武     | 0 | 0 | 0 | 0 | 1 | 0 | 0 | 1 | 6 | 8 | 13 | 1 |
| 日本ハム | 0 | 0 | 0 | 1 | 0 | 0 | 0 | 0 | 0 | 1 | 7  | 1 |

1. 西：○西口 (7回0/3) - H石井一 (1回) - 牧田 (1回)
2. 日：武田勝 (5回) - Hウルフ (2回) - ●石井 (0回2/3) - 増井 (1回) - 宮西 (0回1/3)
3. 勝利：西口（1勝）
4. 敗戦：石井（1敗）
5. 本塁打
西：中村1号（9回3点・宮西）
日：ホフパワー1号（4回1点・西口）
6. * 開始 14時00分 観衆 41,926人 時間 3時間15分
  - 審判 球審＝秋村 塁審＝木内、牧田、西本、外審＝小林和、中村

オーダー
| 西武 | 西武 | 西武           |
| 打順 | 守備 | 選手           |
| ---- | ---- | -------------- |
| 1    | [左] | 栗山           |
| 2    | [二] | 原             |
| 3    | [遊] | 中島           |
| 4    | [三] | 中村           |
| 5    | [指] | フェルナンデス |
|      | 走指 | 熊代           |
| 6    | [一] | 浅村           |
| 7    | [右] | 坂田           |
|      | 打   | 大崎           |
|      | 走右 | 斉藤           |
| 8    | [捕] | 上本           |
|      | 打捕 | 星孝           |
| 9    | [中] | 秋山           |

| 日本ハム | 日本ハム | 日本ハム   |
| 打順     | 守備     | 選手       |
| -------- | -------- | ---------- |
| 1        | [二]     | 田中賢     |
| 2        | [右]     | 陽         |
| 3        | [中]     | 糸井       |
| 4        | [三]     | 小谷野     |
| 5        | [一]     | 稲葉       |
| 6        | [左]     | 中田       |
| 7        | [指]     | ホフパワー |
| 8        | [遊]     | 金子誠     |
|          | 打       | 加藤政     |
| 9        | [捕]     | 大野       |
|          | 打       | スケールズ |

第2戦の先発は日本ハムは武田勝、西武は西口。4回表、西武は二死一塁からフェルナンデスが二塁打を放つも、本塁を狙った走者中村が憤死し無得点となると、直後の4回裏、日本ハムはホフパワーのソロ本塁打で先制する。しかし西武も直後の5回表に二死二塁から秋山の中前適時打ですかさず同点とし、そのまま試合は終盤へ。8回表、西武は二死一、二塁とすると中村のライナーを二塁手田中賢が捕球できず、その間に二塁走者秋山が生還し勝ち越し。その裏、日本ハムは無死一、三塁と絶好のチャンスを作るが、ここで西口をリリーフした石井一が糸井を三振、小谷野を三ゴロ、そして稲葉を左飛とクリーンナップを抑えた。そして9回表、西武は4番手増井を攻め二死一、三塁から増井の暴投、原の2点適時二塁打に続き、中村がとどめの3ランを放ち試合を決めた。最後は牧田が連日で登板し0点に抑え、西武が2連勝でファイナルステージ進出を決めた。西口は、ポストシーズン通算10試合目の登板で初勝利を挙げた。
日本ハム監督の梨田昌孝は、2011年限りでの退任が既に決まっていたため、この試合が日本ハムの監督として最後の試合となった。

### ファイナルステージ
ソフトバンクが3連勝で、1勝のアドバンテージを含む4勝0敗で西武を降し、2003年以来8年ぶり（当時はダイエー）そして現球団名としては初めて日本シリーズ出場権を勝ち取った。ソフトバンクにとっては、2004年のパ・プレーオフ導入以来、前身のダイエーも含めリーグ1位を3度（うち1度はリーグ優勝）達成しながらも日本シリーズ出場を逃していたが、ついに悲願が達成されることとなった。
なお、ペナントレース1位ソフトバンク（88勝46敗10分）と3位西武（68勝67敗9分）のゲーム差は20.5ゲーム差で、前身のプレーオフも含め過去最大のゲーム差での戦いとなった。

#### 第1戦（11月3日）
○ソフトバンク 4－2 西武● （ヤフードーム）
|              | 1 | 2 | 3 | 4 | 5 | 6 | 7 | 8 | 9 | R | H | E |
| ------------ | - | - | - | - | - | - | - | - | - | - | - | - |
| 西武         | 0 | 0 | 0 | 0 | 0 | 0 | 1 | 1 | 0 | 2 | 6 | 0 |
| ソフトバンク | 0 | 0 | 2 | 0 | 0 | 2 | 0 | 0 | X | 4 | 7 | 0 |

1. 西：●帆足 (5回1/3) - 岡本篤 (0回2/3) - グラマン (0回2/3) - 野上 (0回1/3) - ミンチェ (1回)
2. ソ：○和田 (7回) - Hファルケンボーグ (1回) - S馬原 (1回)
3. 勝利：和田（1勝）
4. セーブ：馬原（1S）
5. 敗戦：帆足（1敗）
6. 本塁打
西：中村1号（7回1点・和田）
7. * 開始 18時00分 観衆 37,025人 時間 2時間57分
  - 審判 球審＝山村 塁審＝嶋田、佐藤、白井 外審＝飯塚、有隅

オーダー
| 西武 | 西武 | 西武           |
| 打順 | 守備 | 選手           |
| ---- | ---- | -------------- |
| 1    | [左] | 栗山           |
| 2    | [二] | 原             |
|      | 打二 | 阿部           |
| 3    | [遊] | 中島           |
| 4    | [三] | 中村           |
| 5    | [指] | フェルナンデス |
|      | 走指 | 斉藤           |
| 6    | [一] | 浅村           |
| 7    | [右] | 佐藤           |
|      | 捕   | 星孝           |
| 8    | [中] | 秋山           |
| 9    | [捕] | 銀仁朗         |
|      | 打右 | 大崎           |

| ソフトバンク | ソフトバンク | ソフトバンク |
| 打順         | 守備         | 選手         |
| ------------ | ------------ | ------------ |
| 1            | [遊]         | 川崎         |
| 2            | [二]         | 本多         |
| 3            | [左]         | 内川         |
|              | 走中         | 城所         |
| 4            | [指]         | カブレラ     |
| 5            | [三]         | 松田         |
| 6            | [一]         | 小久保       |
|              | 一           | 明石         |
| 7            | [右]         | 多村         |
| 8            | [中]左       | 長谷川       |
| 9            | [捕]         | 細川         |

初戦の先発はソフトバンクは和田、西武は帆足。ソフトバンクは1回裏、2回裏と得点圏にランナーを置きながらも無得点だったが、3回裏に二死一、三塁から内川の適時三塁打で2点を先制。6回裏には二死二、三塁から多村のサードへのボテボテの打球が内野安打となり、さらに二塁走者小久保の好走塁もあって2点を追加した。対する西武は7回表に中村のソロ本塁打で1点、8回表には一死三塁から代打大崎の遊ゴロの間に1点で計2点を返す。9回表にも二死一、三塁とチャンスを作るが、最後は浅村が投ゴロに倒れゲームセット。ソフトバンクが先勝となり、2005年から続いていたポストシーズン初戦の連敗も6で止めた。ソフトバンクには1勝のアドバンテージがあるため、2勝0敗となった。

#### 第2戦（11月4日）
○ソフトバンク 7－2 西武● （ヤフードーム）
|              | 1 | 2 | 3 | 4 | 5 | 6 | 7 | 8 | 9 | R | H | E |
| ------------ | - | - | - | - | - | - | - | - | - | - | - | - |
| 西武         | 0 | 2 | 0 | 0 | 0 | 0 | 0 | 0 | 0 | 2 | 6 | 0 |
| ソフトバンク | 1 | 0 | 0 | 0 | 0 | 2 | 0 | 4 | X | 7 | 9 | 0 |

1. 西：●岸 (6回) - 石井一 (0回2/3) - ミンチェ (1回0/3) - 牧田 (0回1/3)
2. ソ：○攝津 (7回) - H森福 (1回) - 馬原 (1回)
3. 勝利：攝津（1勝）
4. 敗戦：岸（1敗）
5. 本塁打
ソ：松田1号（6回1点・岸）、松中1号（8回4点・牧田）
6. * 開始 18時00分 観衆 35,021人 時間 3時間10分
  - 審判 球審＝白井 塁審＝佐藤、飯塚、有隅 外審＝山村、嶋田

オーダー
| 西武 | 西武 | 西武           |
| 打順 | 守備 | 選手           |
| ---- | ---- | -------------- |
| 1    | [左] | 栗山           |
| 2    | [二] | 原             |
|      | 打二 | 阿部           |
| 3    | [遊] | 中島           |
| 4    | [三] | 中村           |
| 5    | [指] | フェルナンデス |
| 6    | [一] | 浅村           |
| 7    | [右] | 大崎           |
| 8    | [捕] | 銀仁朗         |
| 9    | [中] | 秋山           |
|      | 打   | 佐藤           |
|      | 走中 | 斉藤           |

| ソフトバンク | ソフトバンク | ソフトバンク |
| 打順         | 守備         | 選手         |
| ------------ | ------------ | ------------ |
| 1            | [遊]         | 川崎         |
| 2            | [二]         | 本多         |
| 3            | [左]         | 内川         |
| 4            | [指]         | カブレラ     |
| 5            | [三]         | 松田         |
| 6            | [一]         | 小久保       |
|              | 走一         | 明石         |
| 7            | [右]         | 多村         |
|              | 右           | 福田         |
| 8            | [中]         | 長谷川       |
|              | 中           | 城所         |
| 9            | [捕]         | 細川         |
|              | 打           | 松中         |
|              | 捕           | 山崎         |

第2戦の先発はソフトバンクは攝津、西武は岸。ソフトバンクは1回裏、一死二塁から内川の適時二塁打で先制。しかし西武は無死一、三塁とすると浅村の遊ゴロの間に走者中村が生還し同点、さらに浅村の盗塁で一死二塁とすると、大崎の適時打で逆転に成功する。ソフトバンクは3回裏、一死三塁のチャンスに本多の二ゴロで本塁を狙った走者川崎が憤死し無得点となるが、6回裏には再び一死三塁とするとカブレラの犠牲フライで同点、さらに松田のソロ本塁打で逆転する。ソフトバンクのクライマックスシリーズの本塁打は、2007年の第1ステージ第2戦のブキャナン以来4年ぶりで、ヤフードームの試合では初アーチ。西武は8回表に一死三塁と同点のチャンスを得るも、代打阿部と中島が凡退し無得点とすると、その直後の8回裏、ソフトバンクは二死満塁とし、代打松中が満塁本塁打を放ち勝負を決めた。ソフトバンクが2連勝で3勝0敗とし、日本シリーズ進出へ王手をかけた。

#### 第3戦（11月5日）
○ソフトバンク 2x－1 西武● （ヤフードーム）
|              | 1 | 2 | 3 | 4 | 5 | 6 | 7 | 8 | 9 | 10 | 11 | 12 | R | H  | E |
| ------------ | - | - | - | - | - | - | - | - | - | -- | -- | -- | - | -- | - |
| 西武         | 0 | 0 | 0 | 0 | 0 | 0 | 0 | 0 | 0 | 1  | 0  | 0  | 1 | 7  | 0 |
| ソフトバンク | 0 | 0 | 0 | 0 | 0 | 0 | 0 | 0 | 0 | 1  | 0  | 1X | 2 | 10 | 0 |

1. 西：涌井 (9回2/3) - H石井一 (0回2/3) - ●牧田 (0回2/3)
2. ソ：杉内 (9回1/3) - 金澤 (0回1/3) - H森福　(1回1/3) - ○馬原(1回)
3. 勝利：馬原（1勝）
4. 敗戦：牧田（1敗）
5. * 開始 13時00分 観衆 37,025人 時間 4時間01分
  - 審判 球審＝有隅 塁審＝飯塚、山村、嶋田 外審＝白井、佐藤

オーダー
| 西武 | 西武   | 西武           |
| 打順 | 守備   | 選手           |
| ---- | ------ | -------------- |
| 1    | [左]   | 栗山           |
| 2    | [二]   | 阿部           |
| 3    | [遊]   | 中島           |
| 4    | [三]   | 中村           |
| 5    | [指]   | フェルナンデス |
|      | 走指中 | 斉藤           |
| 6    | [一]   | 浅村           |
| 7    | [右]   | 佐藤           |
|      | 打右   | 大崎           |
| 8    | [捕]   | 銀仁朗         |
| 9    | [中]   | 熊代           |
|      | 打     | 上本           |
|      | 打     | 星孝           |
|      | 投     | 涌井           |
|      | 投     | 石井一         |
|      | 投     | 牧田           |

| ソフトバンク | ソフトバンク | ソフトバンク |
| 打順         | 守備         | 選手         |
| ------------ | ------------ | ------------ |
| 1            | [遊]         | 川崎         |
| 2            | [二]         | 本多         |
| 3            | [左]         | 内川         |
|              | 走中         | 城所         |
| 4            | [指]         | カブレラ     |
| 5            | [三]         | 松田         |
| 6            | [一]         | 小久保       |
|              | 走一         | 福田         |
| 7            | [右]         | 多村         |
|              | 走           | 今宮         |
| 8            | [中]         | 長谷川       |
| 9            | [捕]         | 山崎         |
|              | 打           | 松中         |
|              | 捕           | 細川         |

第3戦の先発はソフトバンクは杉内、西武は涌井。試合は9回裏までお互い譲らぬ投手戦となる。西武は3回表の2死2塁から栗山が安打を放つも、銀仁朗が本塁憤死により無得点、ソフトバンクは6回裏の1死2・3塁、8回裏の1死1・2塁のチャンスをいずれも生かせず無得点となり、延長戦へ。10回表、西武は1死2塁とし、フェルナンデスのサードの頭を超える適時2塁打で先制する。なおも2死満塁と突き放すチャンスを得るが、代打星孝が倒れ1点止まりとなる。10回裏、ソフトバンクは2死2塁とし、長谷川が起死回生の適時2塁打を放ち同点に追いつく。12回表の西武の攻撃が無得点に終わった時点で、ソフトバンクの8年ぶりの日本シリーズ進出が決定。12回裏には無死1・2塁から長谷川の適時打でサヨナラ勝利となった。パリーグのクライマックスシリーズでは現行では最初で最後となる延長12回に突入した試合になった。
クライマックスシリーズファイナルステージを無敗優勝を決めたのは、2007年・セ・リーグファイナルの中日以来2度目、パ・リーグでは2006年リーグ優勝決定プレーオフ・セカンドステージで日本ハムがアドバンテージ1勝分を含めた3勝（実質2勝）でソフトバンクを下して以来（現行の制度下では初）となった。
また、12回表終了の時点で事実上ソフトバンクの優勝が決まっているが、公式記録上、サヨナラゲームで決着が付いたのは前述の2006年度日本ハム、2010年度セ・リーグファイナルの中日に次いで3回目となった。また、ソフトバンクが西武とファイナルステージを戦うのは前身のダイエー時代の2004年のプレーオフ以来でこの時も福岡ドームでの対戦だった。2004年は目の前で胴上げを許したが、今シリーズでは西武の目の前で日本シリーズ進出を決め、7年ぶりに西武に雪辱を果たした。そして2004年に導入されたプレーオフ制度以降、長年突破できなかったCSの壁を突破した。

## 表彰選手
- MVP
  - 内川聖一（ファイナルステージ）
- マニュライフ生命 特別賞
  - ホセ・フェルナンデス（ファーストステージ）
  - 長谷川勇也（ファイナルステージ）

## テレビ中継

### ファーストステージ

#### 第1戦
- 札幌テレビ放送（STV）≪北海道ローカル≫
  - 実況：岡崎和久、解説：西崎幸広、ゲスト解説：山﨑武司、リポート：永井公彦（両サイド兼務）
  - 放送時間：13:35 - 17:00（最大延長17:30まで、17:30以降も試合が続く場合はワンセグのみの放送）
- テレビ埼玉（TVS）≪埼玉県ローカル≫
  - 実況：山田泰三、解説：大友進
  - 放送時間：14:00 - 17:00（17:00以降も試合が続く場合はSV2で放送）
- NHK BS1
  - 実況：坂梨哲士、解説：与田剛、リポート：北野剛寛、早瀬雄一
  - 放送時間：14:00 - 17:39（17:39以降も試合が続く場合はBS-102で放送）
- GAORA
  - 実況：結城哲郎、解説：高田繁
  - 放送時間：13:45 - 17:55（試合終了まで放送）

#### 第2戦
- 北海道放送（HBC）≪北海道ローカル≫
  - 実況：山内要一、解説：岩本勉、リポート：卓田和広（両サイド兼務）
  - 放送時間：13:54 - 17:00（最大延長17:30まで）
- TBSテレビ≪関東広域圏ローカル≫
  - 実況：林正浩、解説：佐々木主浩、リポート：戸崎貴広（両サイド兼務）
  - 放送時間：15:00 - 17:00（延長なし）
- NHK BS1
  - 実況：豊原謙二郎、解説：伊東勤
  - 放送時間：14:00 - 17:39（17:39以降も試合が続く場合はBS-102で放送）
- GAORA
  - 実況：結城哲郎、解説：高田繁
  - 放送時間：13:45 - 17:55（試合終了まで放送）

第3戦が開催された場合、以下の放送局でテレビ中継が予定されていた。
- 北海道テレビ放送（HTB）≪北海道ローカル≫- 解説：栗山英樹
- NHK BS1 - 実況：田中崇裕、解説：与田剛
- GAORA（詳細は不明）

### ファイナルステージ

#### 第1戦
- テレビ西日本（TNC）≪福岡地区ローカル≫
  - 実況：大谷真宏、解説：田尾安志、池田親興、リポート：田久保尚英（ソフトバンクサイド）、吉田伸男（CX、西武サイド）
  - 放送時間：19:00 - 20:54

- 東京メトロポリタンテレビジョン（TOKYO MX）≪東京都ローカル≫
  - 実況：山下末則、解説：山内孝徳
  - 放送時間：18:00 - 最大23:00（21:00まではS1・091chで、それ以降はS2・092chで放送）

- NHK BS1
  - 実況：道谷眞平、解説：伊東勤
  - 放送時間：18:00 - 21:30（試合終了まで放送）

- J SPORTS 3
  - 実況：佐藤征一、解説：若菜嘉晴
  - 放送時間：17:45 - 22:00（試合終了まで放送）

#### 第2戦
- RKB毎日放送≪福岡地区ローカル≫
  - 実況：茅野正昌、解説：浜名千広、リポート：服部義夫（両サイド兼務）
  - 放送時間：18:15 - 20:54

- TOKYO MX≪東京都ローカル≫
  - 実況：山下末則、解説：川崎憲次郎
  - 放送時間：18:00 - 最大23:00（21:00まではS1・091chで、それ以降はS2・092chで放送）

- NHK BS1（BS-102で放送）
  - 実況：早瀬雄一、解説：武田一浩
  - 放送時間：18:00 - 21:30（試合終了まで放送）

- J SPORTS 3
  - 実況：大前一樹、解説：吉田修司
  - 放送時間：17:45 - 22:00（試合終了まで放送）

#### 第3戦
- 九州朝日放送（KBC）≪ネット局不明≫
  - 実況：小林徹夫、解説：藤原満、ゲスト解説：工藤公康
  - 放送時間：13:00 - 15:55

- TOKYO MX≪東京都ローカル≫
  - 実況：佐藤征一、解説：若田部健一
  - 放送時間：13:00 - 18:00（14:00から17:00まではS1・091chで、それ以外（14:00まで、17:00から）はS2・092chで放送）

- NHK BS1
  - 実況：小野塚康之、解説：大島康徳
  - 放送時間：13:00 - 16:30（試合終了まで放送）

- J SPORTS 3
  - 実況：山下末則、解説：坊西浩嗣
  - 放送時間：12:45 - 17:00（試合終了まで放送）

第4戦以降が開催された場合、以下の放送局でテレビ中継が予定されていた。
（第4戦）
- 福岡放送（FBS）≪福岡地区ローカル≫- 実況：松井礼明、解説：長池徳士、若菜嘉晴
- TOKYO MX≪東京都ローカル≫- 実況：山下末則、解説：若田部健一
- NHK BS1[1] - 実況：坂梨哲士、解説：与田剛
- J SPORTS 3- 実況：佐藤征一、解説：吉田修司

（第5戦）
- テレビ西日本（TNC）≪福岡地区ローカル≫- 実況：大谷真宏、解説：高木豊、池田親興、リポート：田久保尚英（ソフトバンクサイド）、吉田伸男（CX、西武サイド）
- TOKYO MX≪東京都ローカル≫　- 実況、解説とも不明
- NHK BS1 - 実況：田中崇裕、解説：伊東勤
- J SPORTS 3- 実況：加藤暁、解説：若田部健一

（第6戦）
- TVQ九州放送≪TXN系列≫　- 実況：植草朋樹（TX）、解説：野村克也、ゲスト解説：山﨑武司、ネット裏解説：吉田修司
- NHK BS1 - 実況：道谷眞平、解説：大島康徳
- J SPORTS 3- 実況：加藤暁、解説：若菜嘉晴

テレビ東京は第6戦までもつれ、なおかつ試合が長引いた場合には臨時チャンネルを用いた放送（「民放キー局では初めての試み」）を行う予定だった。

## ラジオ中継

### ファーストステージ
STVラジオは、デーゲームを中継しない方針であるため、第1・2戦を中継せず、ナイトゲーム開催の第3戦のみ中継する予定であったが、前述の通り第3戦自体が行われなかったためSTVラジオでの中継は行われなかった。
CBCは同日開催のセントラル・リーグクライマックスシリーズのファーストステージ（東京ヤクルトスワローズ対読売ジャイアンツ）が権利上の関係で中継できないため、その代替として中継を実施。また、ニッポン放送（LF）は、第1戦当日にJリーグ・ヤマザキナビスコカップの中継を、第2戦当日も競馬中継を優先し、（セ・リーグクライマックスシリーズが第2戦で決着した場合でも）3戦とも中継しない予定だった。
また、TBSラジオもヤクルト主管試合が放送できないのと、デーゲームを放送しない方針であることからSTV同様第3戦のみ放送する予定になっていた（STVと同じ理由でラジオ中継取り止め）。

#### 第1戦
- HBCラジオ≪CBCとの2局ネット≫
  - 実況：卓田和広、解説：岩本勉、リポーター：渕上紘行（日本ハムサイドのみ）
  - 放送時間：HBCは13:50 -、CBCは13:57 - （いずれも試合終了まで）
- 文化放送（QR）≪KBCとの2局ネット≫
  - 実況：斉藤一美、解説：清原和博、リポーター：飯塚治（両サイド兼務）
  - 放送時間：QRは14:00 -、KBCは13:55 -（いずれも試合終了まで）
- NHKラジオ第1（北海道地区のみ）
  - 実況：高瀬登志彦（HK）、解説：鈴木啓示、リポーター：北野剛寛（IK、日本ハムサイド）、早瀬雄一（LK、西武サイド）
  - 放送時間：14:05 -（延長の場合あり）

#### 第2戦
- HBCラジオ≪CBCとの2局ネット≫
  - 実況：川畑恒一、解説：新谷博、リポーター：水野善公（日本ハムサイドのみ）
  - 放送時間：HBCは13:50 -、CBCは14:00 -（いずれも試合終了まで）
- 文化放送（QR）≪KBCとの2局ネット≫
  - 実況：飯塚治、解説：山崎裕之、リポーター：槇嶋範彦（両サイド兼務）
  - 放送時間：QRは14:00 -、KBCは13:55 -（いずれも試合終了まで）
- NHKラジオ第1（北海道地区のみ）
  - 実況：北野剛寛（IK）、解説：与田剛、リポーター：坂梨哲士（IK、日本ハムサイド）、早瀬雄一（LK、西武サイド）
  - 放送時間：14:05 -（延長の場合あり）

第3戦が開催された場合、以下の放送局でラジオ中継が予定されていた。
- HBCラジオ≪CBCとの2局ネット≫ - 実況：渕上紘行、解説：新谷博、リポーター：川畑恒一（日本ハムサイドのみ）
- STVラジオ≪北海道ローカル≫ - 実況：宮永真幸、解説：西崎幸広、リポーター：萩原隆雄（両サイド兼務）
- 文化放送（QR）≪KBCとの2局ネット≫ - 実況：槇嶋範彦、解説：山崎裕之
- TBSラジオ≪関東広域圏ローカル≫ - 実況：林正浩、解説：牛島和彦
- NHKラジオ第1（北海道地区のみ） - 実況：坂梨哲士（IK）、解説：伊東勤

### ファイナルステージ
前年までセ・リーグクライマックスシリーズと重複しないナイター開催試合のみ中継を行っていたTBSラジオは、（セ・リーグクライマックスシリーズが早期決着した場合でも）自社制作・ネット受けを問わず、一切中継しない方針を採った。ニッポン放送（LF）は従来通り、セ・リーグの方と重複しない試合については自社制作で放送する方針を採ったため、デーゲームとなった第3戦のみ放送した。

#### 第1戦
- RKBラジオ≪福岡地区ローカル≫
  - 実況：田中友英、解説：浜名千広、ゲスト：成瀬善久（千葉ロッテマリーンズ）　リポーター：櫻井浩二（両サイド兼務）
  - 放送時間：17:55 -（試合終了まで）
- KBCラジオ≪福岡地区ローカル≫
  - 実況：田上和延、解説：西村龍次、リポーター：小林徹夫（ソフトバンクサイド）、飯塚治（QR、西武サイド）
  - 放送時間：18:00 -（試合終了まで）
- 文化放送（QR）≪関東広域圏ローカル≫
  - 実況：斉藤一美、解説：清原和博、リポーター：小林徹夫（KBC、ソフトバンクサイド）、飯塚治（西武サイド）
  - 放送時間：17:50 -（試合終了まで）
- NHKラジオ第1（九州・沖縄地区のみ）
  - 実況：上野速人（LK）、解説：武田一浩、リポーター：早瀬雄一（LK、ソフトバンクサイド）、宮田貴行（AK、西武サイド）
  - 放送時間：18:05 -（試合終了まで。ただし18:50 - 19:20の間は中断）

#### 第2戦
- RKBラジオ≪福岡地区ローカル≫
  - 実況：櫻井浩二、解説：山内孝徳、リポーター：田中友英（両サイド兼務）
  - 放送時間：17:55 -（試合終了まで）
- KBCラジオ≪福岡地区ローカル≫
  - 実況：沖繁義、解説：藤原満、リポーター：田上和延（ソフトバンクサイド）、高橋将市（QR、西武サイド）
  - 放送時間：18:00 -（試合終了まで）
- 文化放送（QR）≪関東広域圏ローカル≫
  - 実況：飯塚治、解説：工藤公康、リポーター：田上和延（KBC、ソフトバンクサイド）、高橋将市（西武サイド）
  - 放送時間：17:50 -（試合終了まで）
- NHKラジオ第1（九州・沖縄地区のみ）
  - 実況：宮田貴行（AK）、解説：与田剛、リポーター：上野速人（LK、ソフトバンクサイド）、田中崇裕（BK、西武サイド）
  - 放送時間：18:05 -（試合終了まで。ただし18:50 - 19:30の間は中断）

#### 第3戦
- RKBラジオ≪福岡地区ローカル≫
  - 実況：服部義夫、解説：島田誠、リポーター：石田一洋（両サイド兼務）
  - 放送時間：13:00 -（最大延長19:54）
- KBCラジオ≪福岡地区ローカル≫
  - 実況：太田祐輔、解説：西村龍次、リポーター：沖繁義（ソフトバンクサイド）、斉藤一美（QR、西武サイド）
  - 放送時間：12:55 -（試合終了まで）
- 文化放送（QR）≪関東広域圏ローカル≫
  - 実況：高橋将市、解説：東尾修、リポーター：沖繁義（KBC、ソフトバンクサイド）、斉藤一美（西武サイド）
  - 放送時間：13:00 -（試合終了まで）
- ニッポン放送（LF）≪関東広域圏ローカル≫
  - 実況：山田透、解説：達川光男、リポーター：洗川雄司（両サイド兼務）
  - 放送時間：13:00 -（試合終了まで）
- NHKラジオ第1
  - 実況：福澤浩行（AK）、解説：伊東勤、リポーター：早瀬雄一（LK、ソフトバンクサイド）、宮田貴行（AK、西武サイド）
  - 放送時間：13:05 - （試合終了まで）
    - 中国地区のみ秋季中国地区高等学校野球大会中継のため、15:00から飛び乗りで放送。

第4戦以降開催された場合、以下の放送局でラジオ中継が予定されていた。
（第4戦）
- RKBラジオ≪福岡地区ローカル≫　- 実況：石田一洋、解説：浜名千広
- KBCラジオ≪福岡地区ローカル≫　- 実況：田上和延、解説：藤原満
- 文化放送（QR）[3]≪関東広域圏ローカル≫　- 実況：斉藤一美、解説：東尾修
- ニッポン放送（LF）≪関東広域圏ローカル≫　- 実況：洗川雄司、解説：黒木知宏
- NHKラジオ第1　- 実況：上野速人（LK）、解説：鈴木啓示

（第5戦）
- RKBラジオ≪福岡地区ローカル≫　- 実況：茅野正昌、解説：島田誠
- KBCラジオ≪福岡地区ローカル≫　- 実況：沖繁義、解説：西村龍次
- 文化放送（QR）≪関東広域圏ローカル≫　- 実況：飯塚治、解説：大塚光二
- NHKラジオ第1（九州・沖縄地区のみ。全国向け予備カード）- 実況：宮田貴行（AK）、解説：大島康徳

（第6戦）
- RKBラジオ≪福岡地区ローカル≫　- 実況：田中友英、解説：浜名千広
- KBCラジオ≪福岡地区ローカル≫　- 実況：小林徹夫、解説：藤原満
- 文化放送（QR）≪関東広域圏ローカル≫　- 実況：斉藤一美、解説：大塚光二
- ニッポン放送（LF）≪関東広域圏ローカル≫　- 実況、解説とも不明
- NHKラジオ第1　- 実況：坂梨哲士（IK）、解説：伊東勤